# Enaretta castelnaudii
Enaretta castelnaudii là một loài bọ cánh cứng trong họ Cerambycidae.